# Mémorial des Martyrs de la Déportation

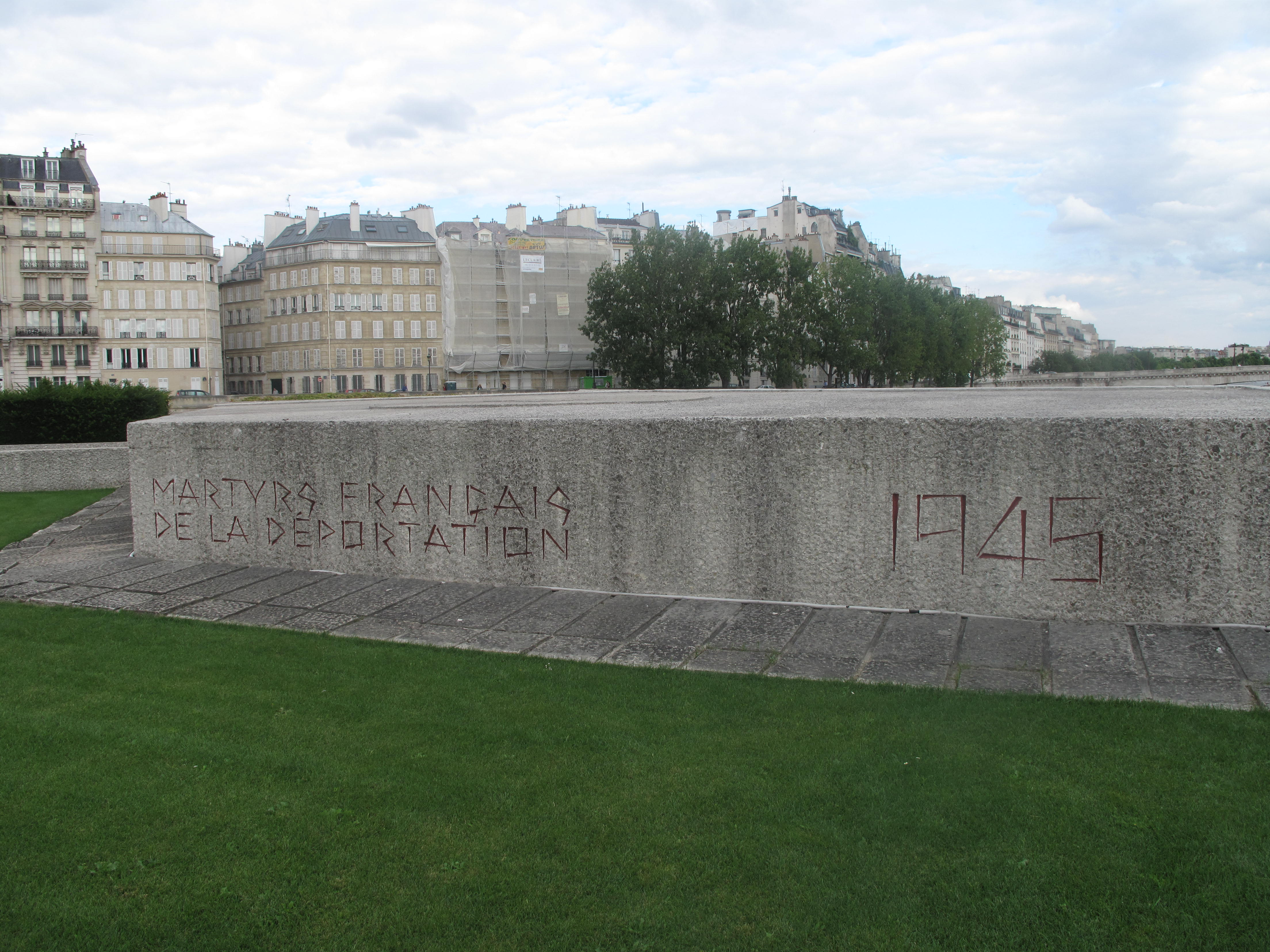
Mémorial des Martyrs de la Déportation

Das Mémorial des Martyrs de la Déportation (deutsch: Denkmal für die Märtyrer der Deportation) ist ein Denkmal auf der Île de la Cité in Paris zur Erinnerung an die zwischen 1941 und 1944 aus Frankreich Deportierten. Seine Architektur soll dazu beitragen, das Leid der Deportierten in Erinnerung zu rufen und den Besucher zum Nachdenken und zur Andacht zu bewegen.
Dieses Monument ist seit dem 23. November 2007 klassifiziert als Monument historique (historisches Monument).

## Entstehung und Lage

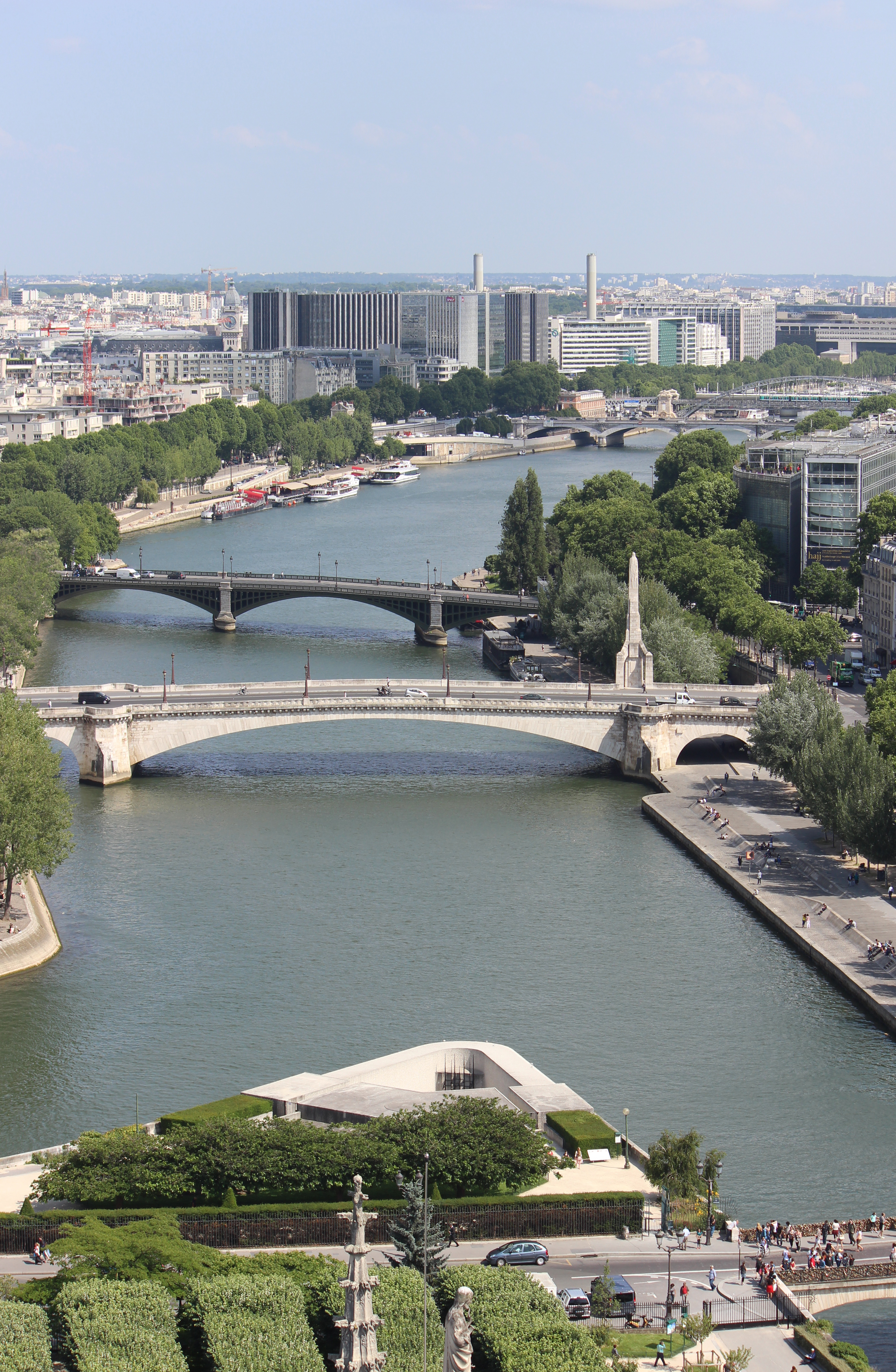
Blick über die Gedenkstätte auf die Seine

Erbaut wurde es im Auftrag der Réseau du Souvenir, dem Netz der Erinnerung, das dem Staat am 29. Februar 1964 eine Spende zukommen ließ.
Gelegen ist es im 4. Arrondissement von Paris am östlichen Punkt der Île de la Cité.
Das Projekt wurde vom Architekten Georges-Henri Pingusson realisiert und am 12. April 1962 vom Präsidenten Charles de Gaulle freigegeben.

## Beschreibung
Auf den ersten Blick wirkt das Monument wie ein weißer Steinbunker und wird über relativ schmale, unebene und steile Stufen betreten. Die Betonkonstruktion ist mit einer mit dem Hammer bearbeiteten Fassade bedeckt und mit Kies aus den verschiedenen Regionen Frankreichs bedeckt, was die Oberfläche eines rauen Natursteins nachahmt.
Von einem dreieckigen Innenhof entfaltet sich die Krypta, der Kern des Denkmals, mit engen und schlecht beleuchteten Passagen. Der lange, durch Gitter geschützte, Flur zeigt an seinen Wänden 200000 Glasstäbe als Symbol für die unzähligen Opfer der Deportation in NS-Lager. Am Eingang dieses Flurs befindet sich ein Grab mit den sterblichen Überresten eines unbekannten Opfers, das im Konzentrationslager Natzweiler-Struthof gestorben ist und am 10. April 1962 hierher überführt worden ist.
Der dreieckige Hof öffnet sich dem Fluss mit einer horizontalen Öffnung, die durch eckige Stangen verdeckt wird. Der Besucher befindet sich fast auf dem Niveau der Seine und durch die Fensteröffnung kann man das fließende Wasser sehen bzw. senkrecht den Blick gegen den Himmel richten. Nach dem Abstieg der Treppe beschreiben Besucher ein Gefühl der Fremdartigkeit, bei dem sie sich als außerhalb der Welt wie wir sie kennen wahrnehmen.
Links und Rechts befinden sich in runden Ausstülpungen Urnen, die Erde aus verschiedenen NS-Lagern oder Asche aus den Krematorien enthalten. An den Wänden sind Auszüge aus den Gedichten oder Zitaten von Robert Desnos, Paul Éluard, Louis Aragon, Vercors, Antoine de Saint-Exupéry, Jean-Augustin Maydieu und Jean-Paul Sartre geschrieben.
Oberhalb befinden sich mehrere Ausstellungsräume, die nur auf Anfrage betreten werden können.

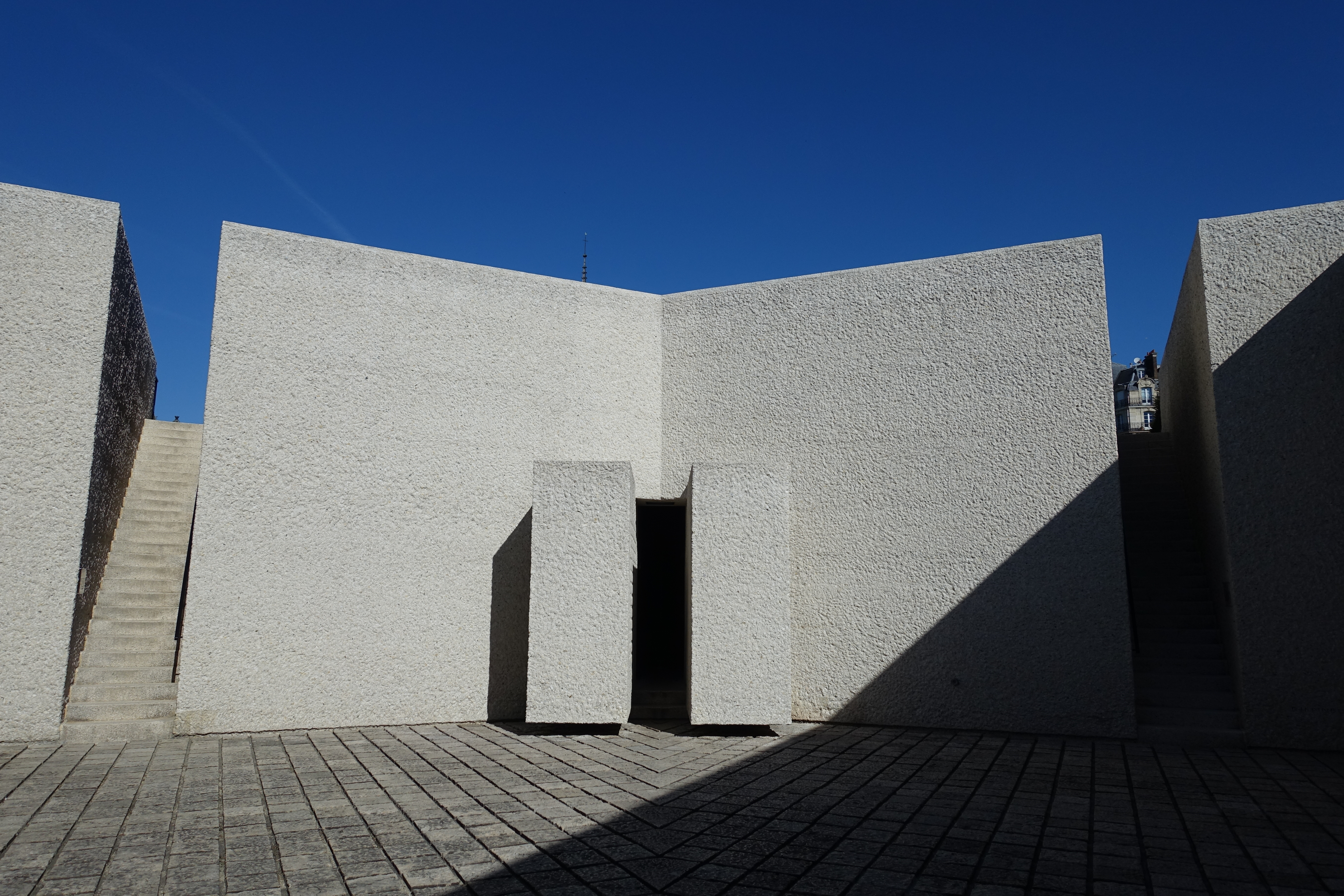
Außengelände der Gedenkstätte
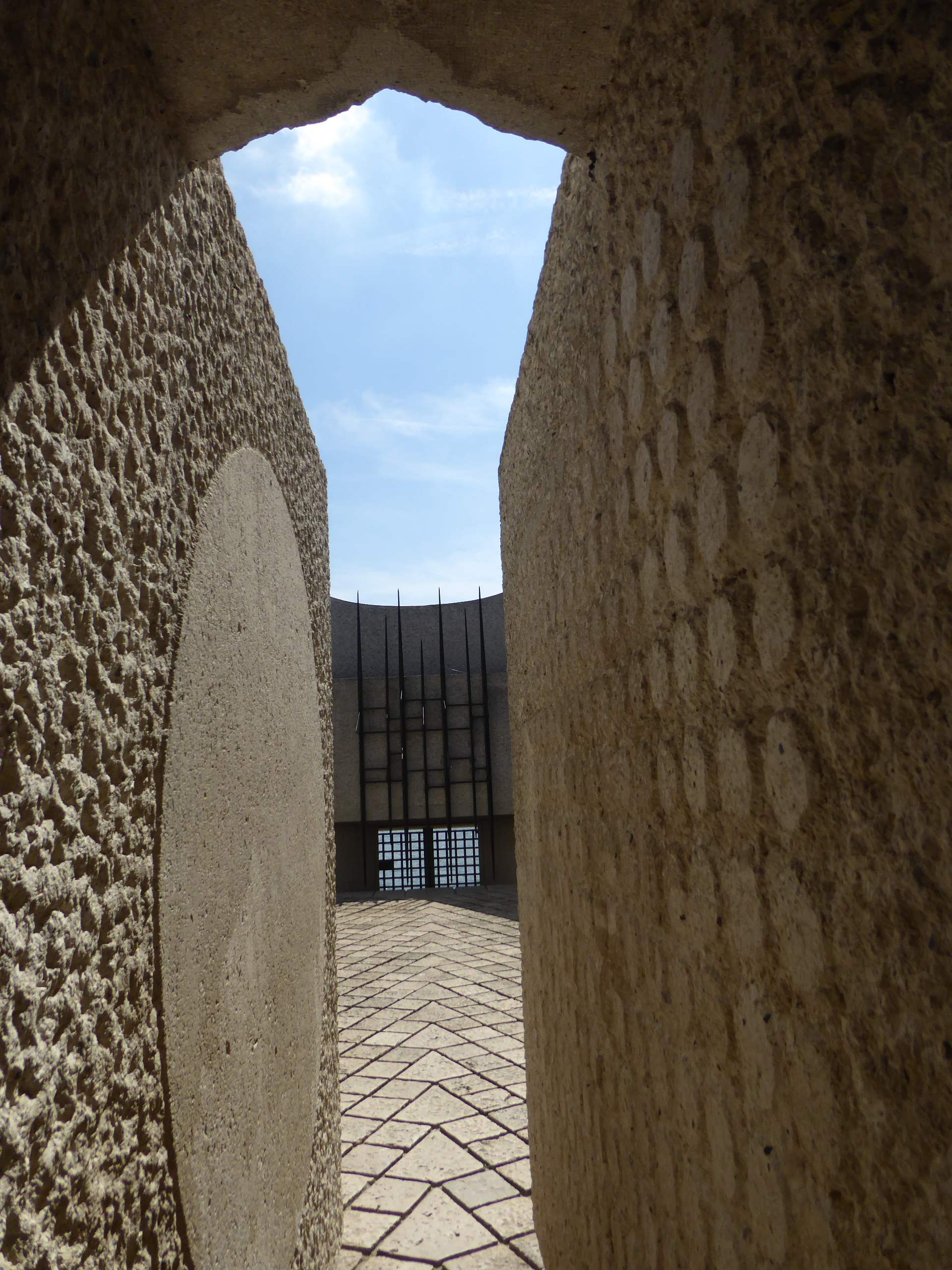
Außengelände der Gedenkstätte
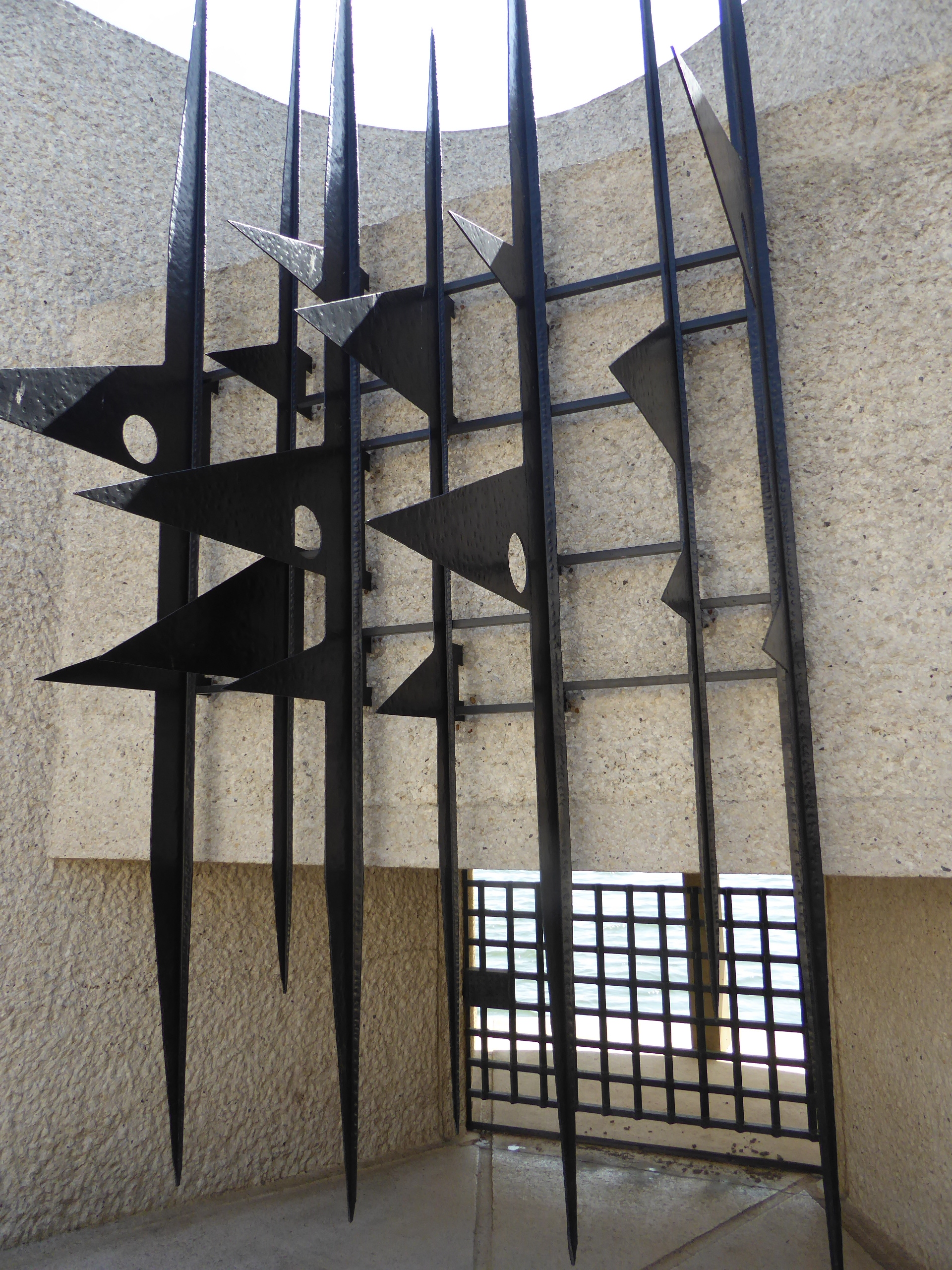
Eingang zur Gedenkstätte mit dem vergitterten Blick auf die Seine
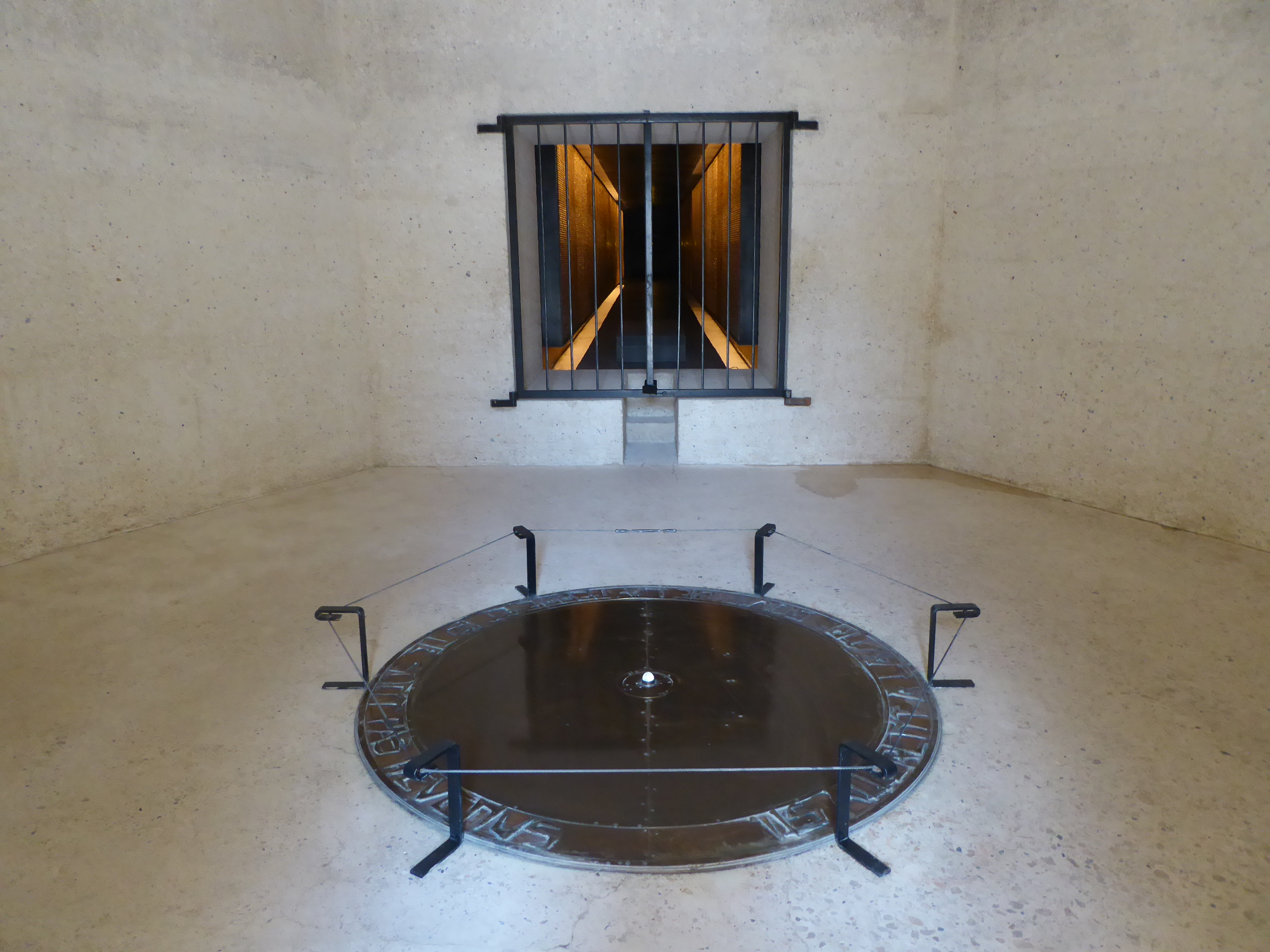
Blick in den unterirdischen Teil der Gedenkstätte
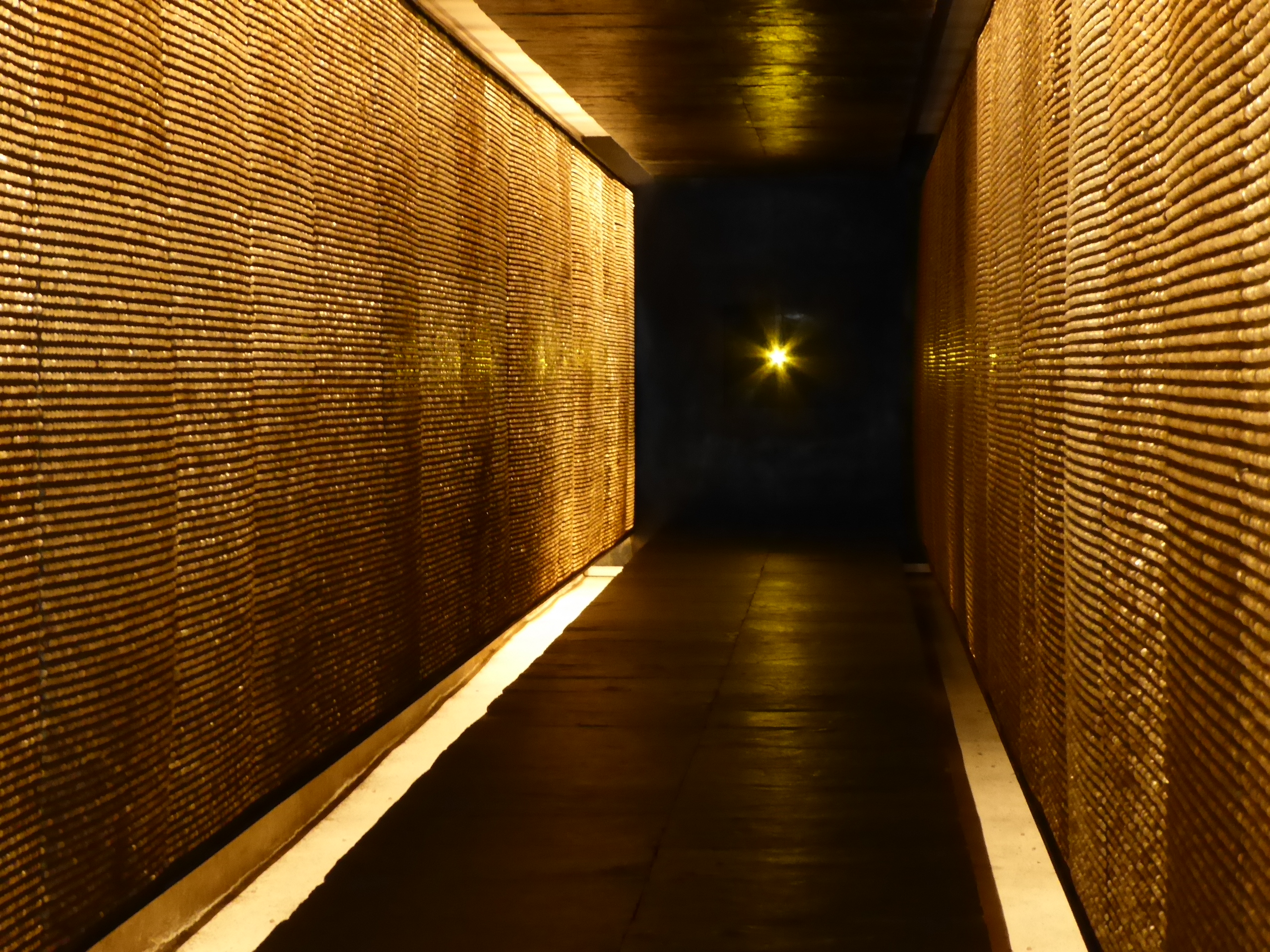
Blick in den unterirdischen Teil der Gedenkstätte

## Öffnungszeiten und Veranstaltungen
Das Denkmal ist frei zu betreten, für Kinder nur unter Begleitung eines Erwachsenen; täglich außer Montag vormittags und nachmittags. Jeden letzten Sonntag im April gibt es eine Gedenkveranstaltung anlässlich des Journée nationale du souvenir de la déportation, dem französischen Tag der Erinnerung an die Opfer der NS-Deportationen, der am 28. April stattfindet.